# Irlands bidrag i Eurovision Song Contest

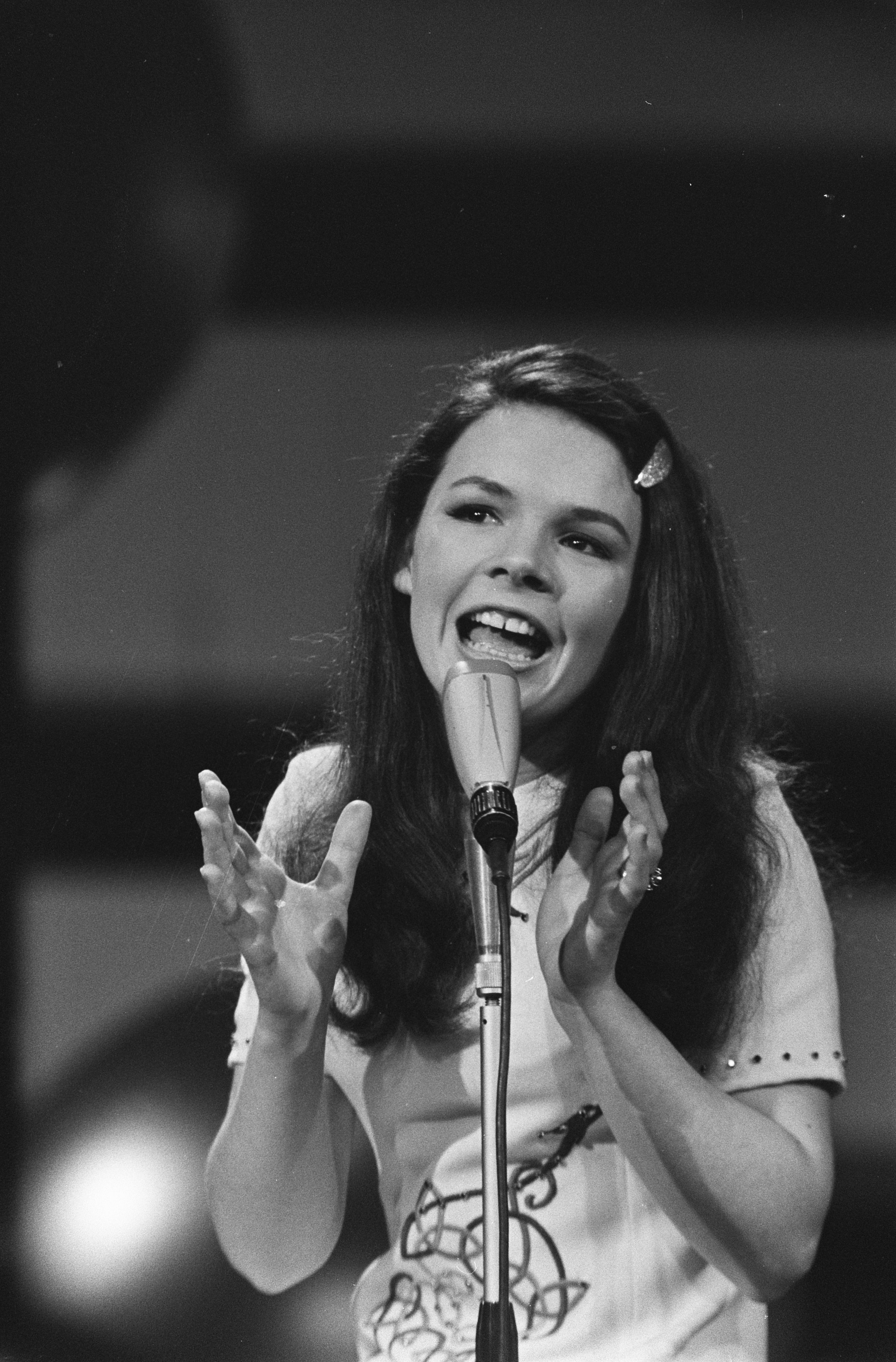
Dana i Amsterdam 1970.

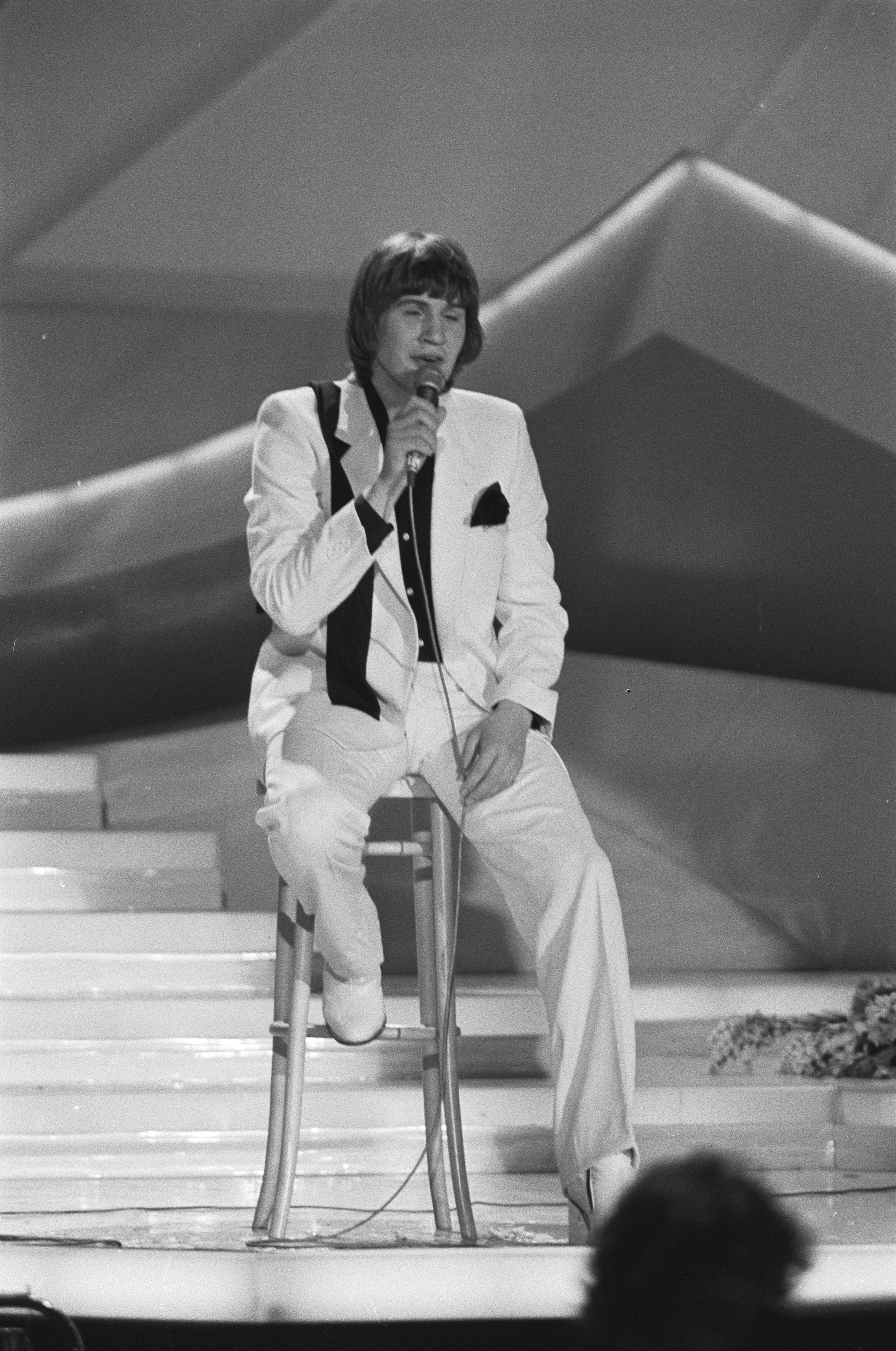
Johnny Logan i Haag 1980.

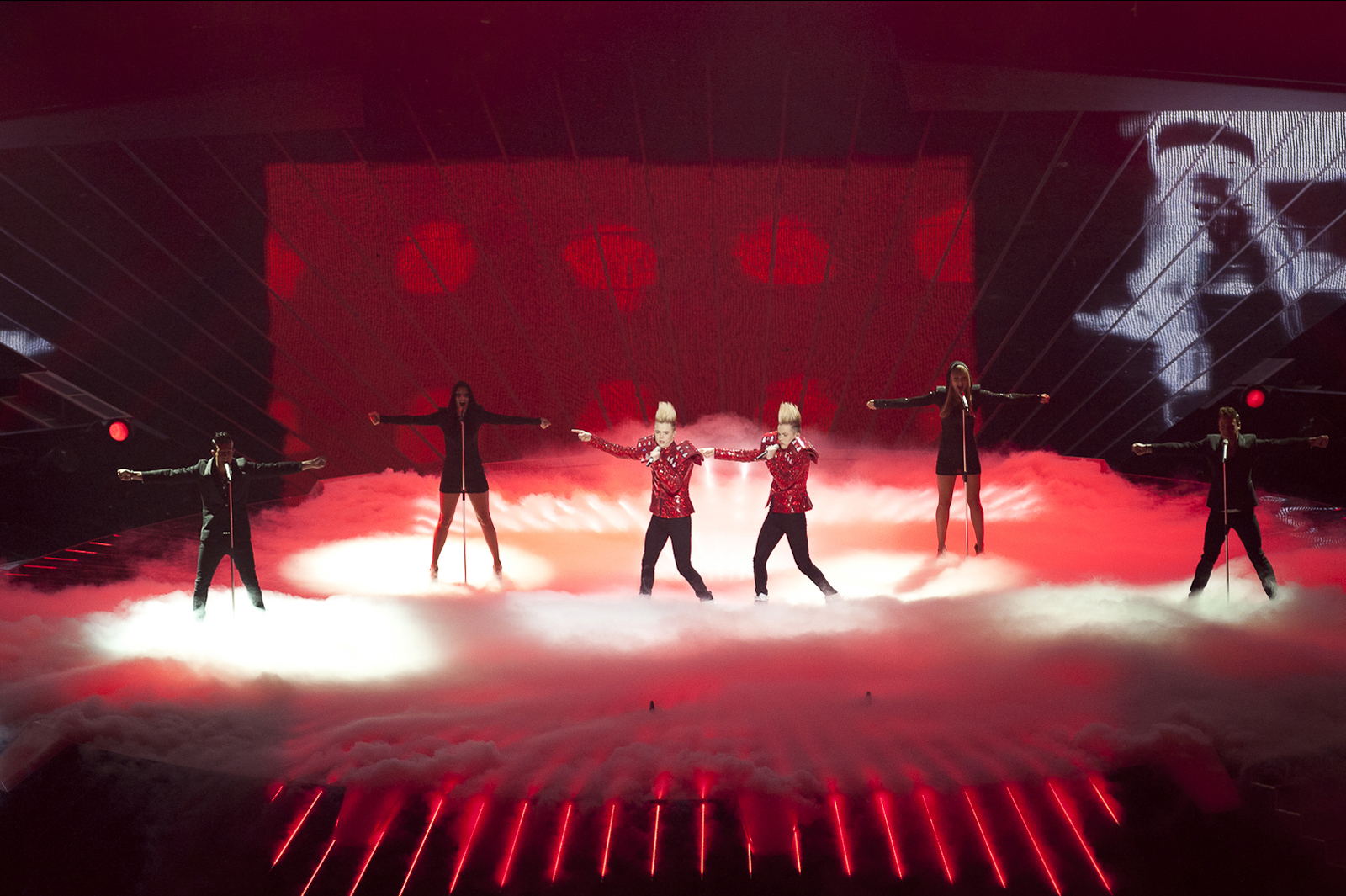
Jedward i Düsseldorf 2011.

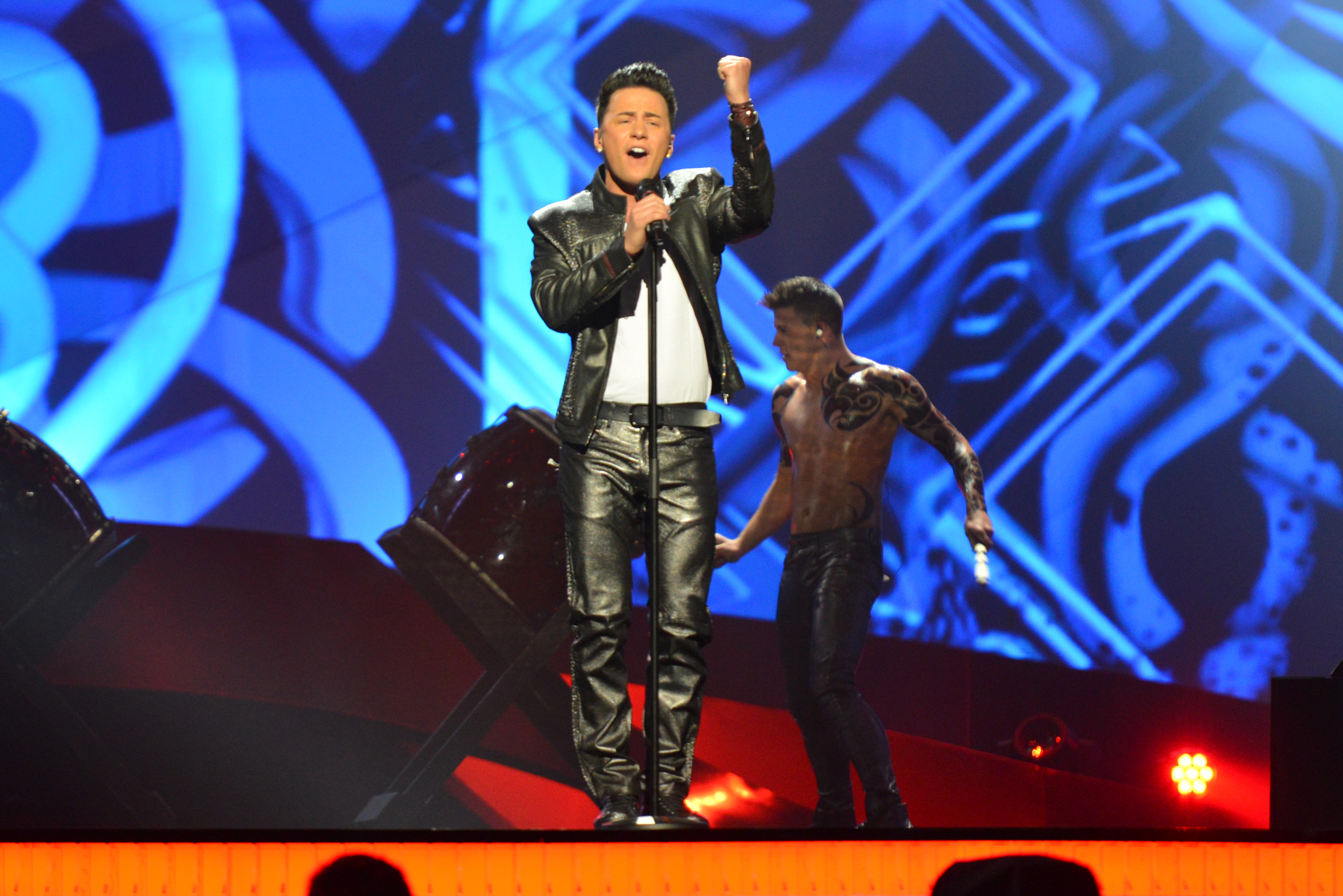
Ryan Dolan i Malmö 2013.

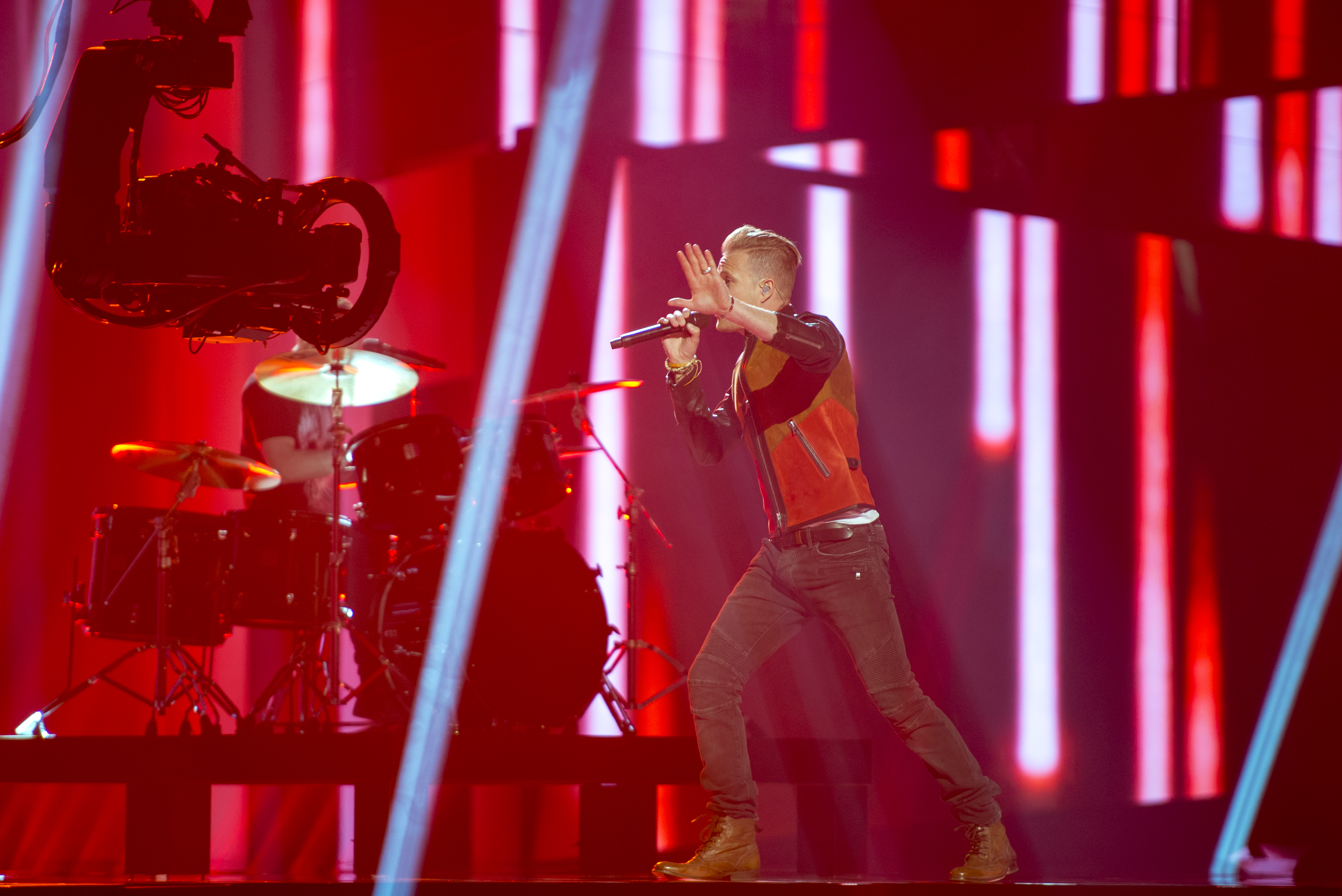
Nicky Byrne i Stockholm 2016.

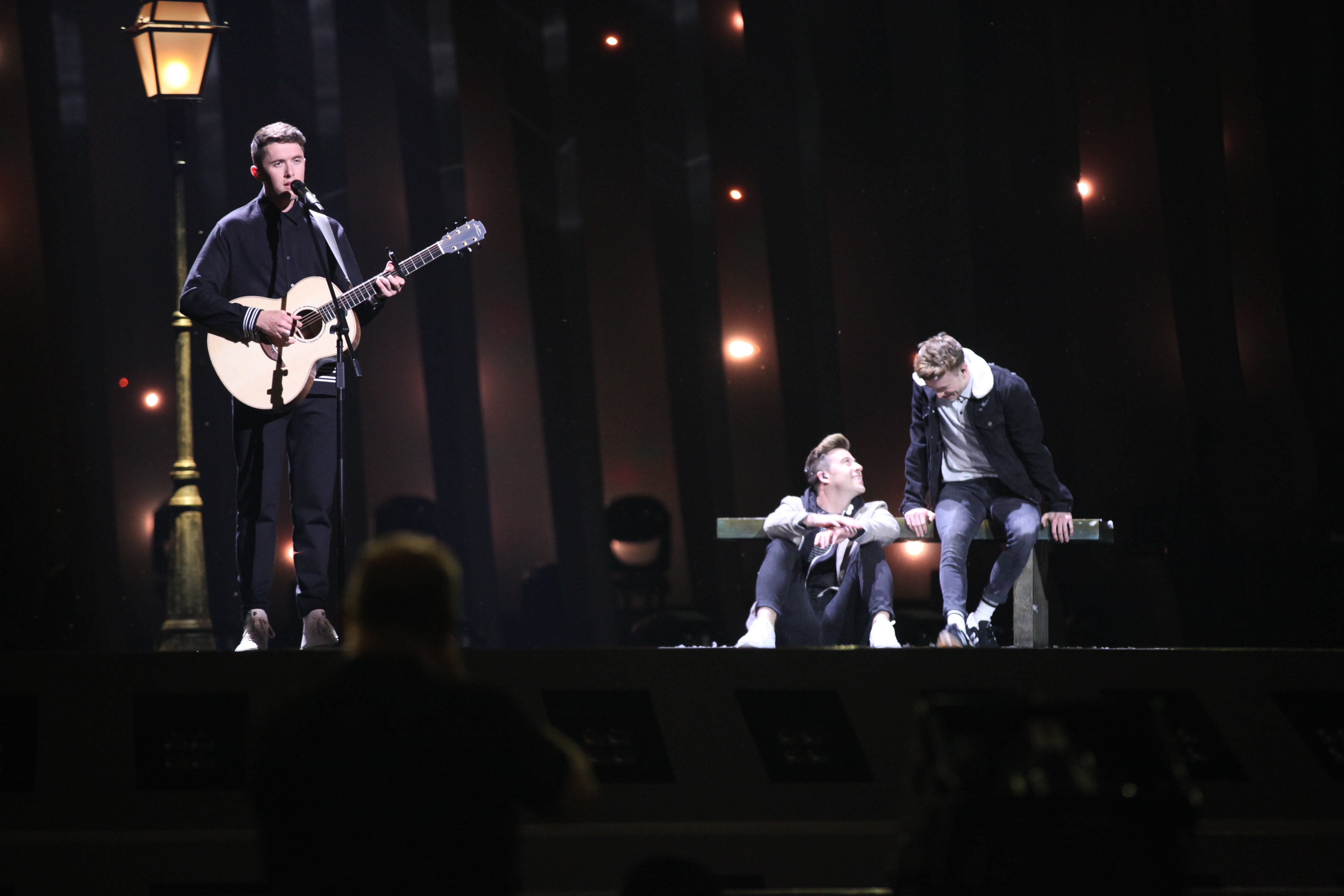
Ryan O'Shaughnessy i Lissabon 2018.

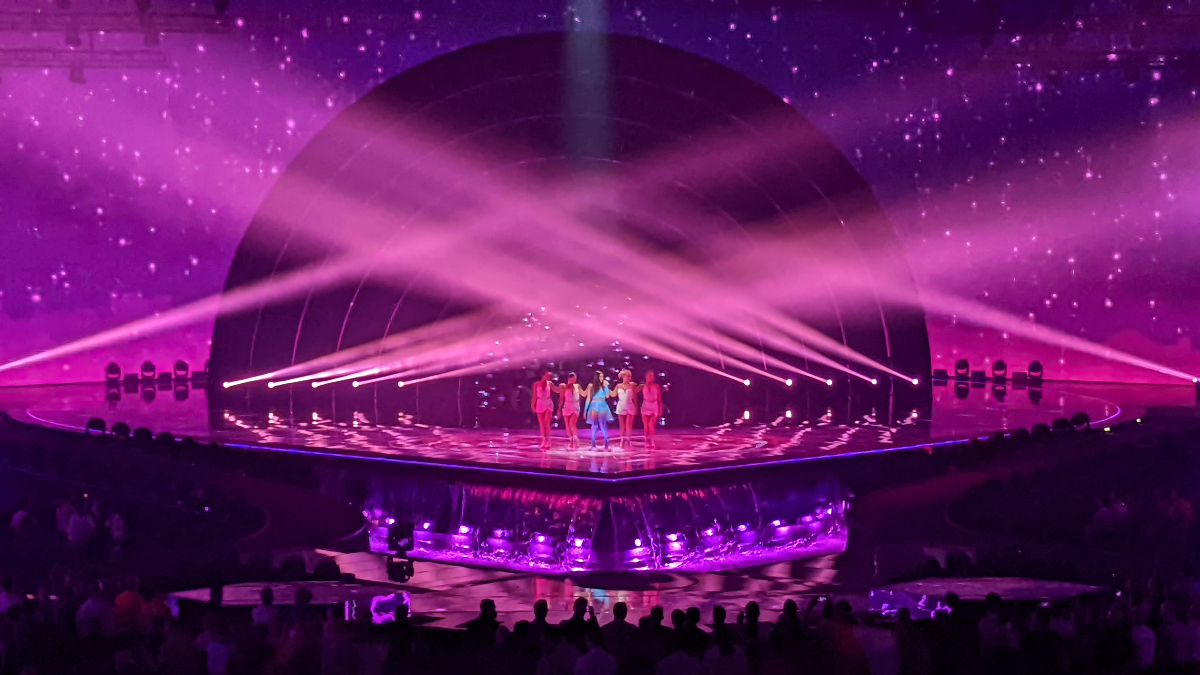
Brooke i Turin 2022.

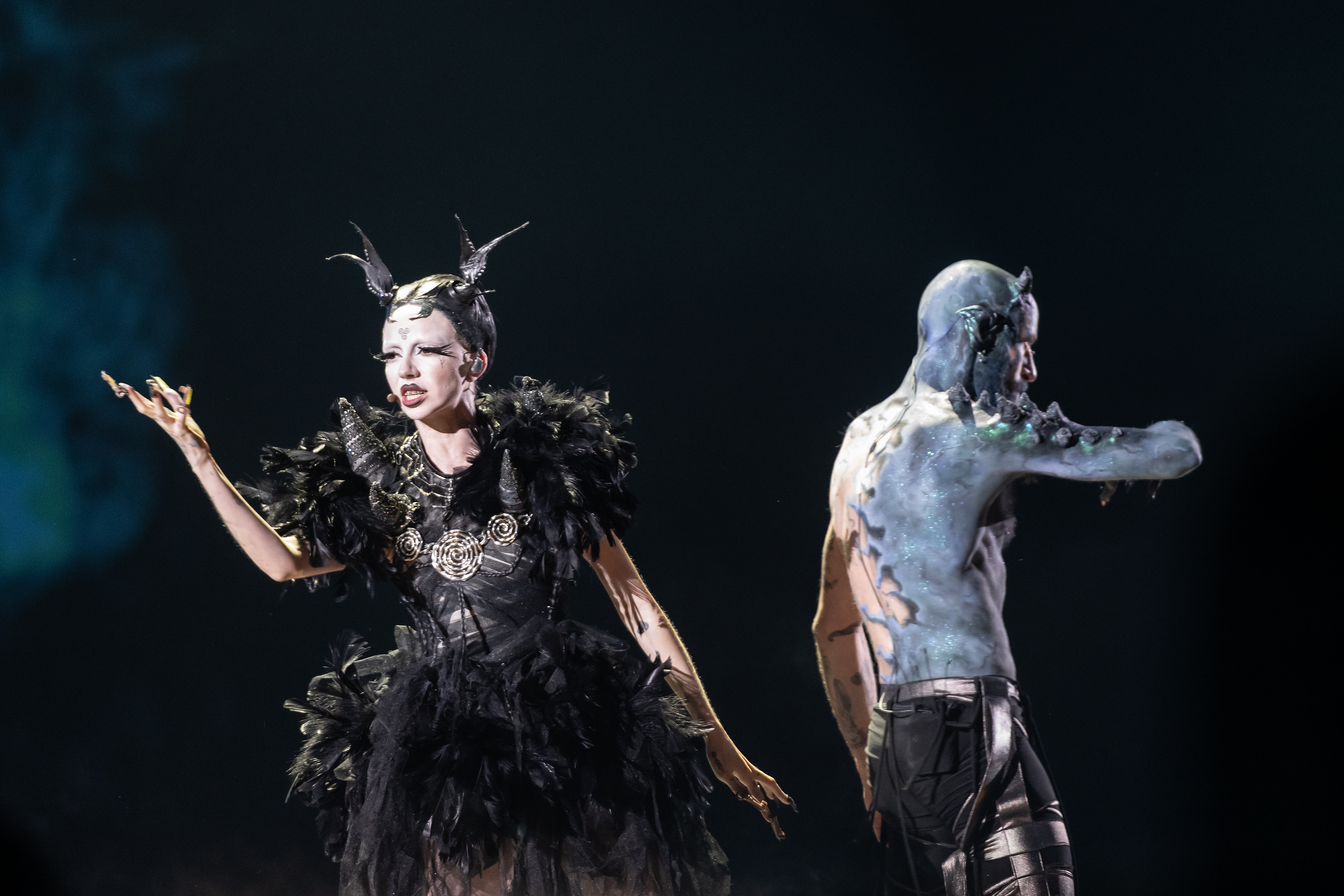
Bambie Thug i Malmö 2024.

Irland debuterade i Eurovision Song Contest 1965 och har till och med 2025 deltagit 58 gånger. Det irländska tv-bolaget Raidió Teilifís Éireann (RTÈ) har ansvarat för Irlands medverkan varje år sedan 1965. Majoriteten av Irlands bidrag har valts ut genom en nationell uttagning. Men på senare år har bidragen oftare valts ut internt av RTE.
Irland är det land som vunnit flest gånger (tillsammans med Sverige som vunnit sju gånger); 1970, 1980, 1987, 1992, 1993, 1994 och 1996. Irland är ett av de få länder som vunnit på hemmaplan och är det enda landet som vunnit tre år på raken. Smått otroliga fyra segrar under fem år 1992–1996 har inget annat land ens kommit i närheten av. Irlands mest framgångsrike deltagare är Johnny Logan som vann 1980 och 1987 och skrev Linda Martins vinnarlåt 1992. Logan är hittills en av endast två som vunnit tävlingen två gånger. Den andra är Loreen som har vunnit två gånger för Sverige, 2012 och 2023. Brendan Graham är även han framgångsrik då han skrev vinnarlåtarna 1994 och 1996.
Irland och Sverige delar förstaplatsen i antal vinster, sju gånger. Men Irland har fler andraplaceringar än Sverige. Så tekniskt sett är Irland före Sverige i den statistiken.

## Irland i Eurovision Song Contest

### Historia
Irland debuterade 1965, då deras första representant var Butch Moore med låten "Walking the Streets in the Rain". Från debuten 1965 fram till 1997 var Irland ett av tävlingens mest framgångsrikaste länder som nästan alla år man deltog kom högt placeringsmässigt. Fram till 1997 hade man av 32 framträdanden endast fem gånger hamnat utanför topp tio. Till detta hör även sju segrar, fyra andraplatser och en tredjeplats. Det kan också nämnas att 1972 är det enda gången hittills ett bidrag framförts på Iriska, alla andra bidrag från Irland har framförts på engelska. En annan händelse under denna perioden som uppmärksammats är pausunderhållningen under finalen 1994 i Dublin, Tävlingens mest framgångsrika pausinslag någonsin kom just från Irland, Riverdance, som sedan har turnerat över hela världen.
Efter andraplatsen på hemmaplan 1997 har Irlands prestation och resultat försämrats påtagligt. Irland har sedan dess inte stått på pallplats. Under 2000-talet är Irlands bästa resultat en sjätteplats 2000. Irland uteblev från tävlingen 2002 då man hamnat på en dålig placering i finalen 2001. Anledningen till detta var att de dåvarande tävlingsreglerna innebar att länder som placerade sig sämre ett år fick avstå medverkan året därpå för att kunna göra plats åt andra länder som hade fått avstå året innan att delta (Sovjetunionens och Jugoslaviens fall resulterade i att flera länder ville delta vilket ledde till denna regel). 2004 infördes systemet med en semifinal, enligt dåvarande system direktkvalificerade sig samtliga topp tio-länder till finalen året därpå, en regel som gällde till 2007 och som 2008 ersattes med två semifinaler. Irland hade 2003 slutat på delad elfte plats med Tyskland, men, eftersom Spanien som en del av The Big Five slutat inom topp tio det året gav man Irland en direktplats i finalen 2004. Det irländska bidraget skrevs av bland andra den forne Westlife-medlemmen Bryan McFadden och balladen slutade näst sist i finalen. Irland misslyckades med att kvala sig in till finalen 2005, men året därpå gick man till final och slutade på niondeplats i finalen vilket ledde till att Irland var direktkvalificerade till finalen 2007. 2007 hamnade man sist i finalen med fem poäng som man fick från Albanien. Det var första gången Irland hamnande sist i en final.
Efter två misslyckade kvalförsök kvalificerade sig Irland till finalen 2010–2013. 2010 representerade Niamh Kavanagh, vinnaren från 1993, Irland i ett nytt försök, men bidraget slutade på tjugotredjeplats i finalen. Tvillingarna Jedward representerade Irland både 2011 och 2012. De lyckades bra med låten "Lipstick" i Düsseldorf 2011. Bidraget slutade på åttondeplats och fick en tolvpoängare från Sverige. I Sverige såldes den i över 120 000 exemplar på bara några dagar och i mitten av maj var det årets snabbast sålda låt i Sverige. Låten vann Marcel Bezençon Artistic Award som röstas fram av de 43 kommentatorer som kommenterade under hela eurovisionen. Året därpå, 2012, gick det däremot betydligt sämre för tvillingarna som slutade på nittondeplats i finalen med låten "Waterline". I finalen 2013 slutade Irland sist i finalen vilket var andra gången det skedde.
Irland misslyckades med att nå finalen mellan 2014 och 2017. 2018 kvalificerade man sig till finalen för första gången på fem år, men väl i finalen slutade man på sextonde plats. Mellan 2019 och 2023 uteblev Irland från finalen och slutade dessutom sist i sin semifinal både 2019 och 2021. 2024 kvalificerade sig Irland till final igen med Bambie Thug och låten "Doomsday Blue". I finalen slutade bidraget på en sjätte plats.

### Nationell uttagningsform
Fram till 2015 anordnade det irländska tv-bolaget varje år en nationell uttagning för att utse landets representant och bidrag . Uttagningen har haft olika namn och upplägg; Från 1965–1986 hette uttagningen "National Song Contest", Från 1987–2001, 2006–2015 och sedan 2022 hette den "Eurosong" (som en del av pratshowen "The Late Late Show"). Mellan 2003 och 2005 användes You're A Star, vilket är motsvarigheten till Fame Factory, som uttagningen. Mellan 2016 och 2021 använde sig RTE enbart av att utse representant och bidraget internt. 

## Resultattabell
| 1 | Vinnare                            |
| 2 | Andra plats                        |
| 3 | Tredje plats                       |
| ◁ | Sista plats                        |
| X | Ett bidrag valdes men tävlade inte |

| År               | Artist                                 | Bidrag                          | Språk    | Final              | Poäng              | Semi               | Poäng              |
| ---------------- | -------------------------------------- | ------------------------------- | -------- | ------------------ | ------------------ | ------------------ | ------------------ |
| 1965             | Butch Moore                            | Walking the Streets in the Rain | Engelska | 6                  | 11                 | Inga semifinaler   | Inga semifinaler   |
| 1966             | Dickie Rock                            | Come Back to Stay               | Engelska | 4                  | 14                 | Inga semifinaler   | Inga semifinaler   |
| 1967             | Sean Dunphy                            | If I Could Choose               | Engelska | 2                  | 22                 | Inga semifinaler   | Inga semifinaler   |
| 1968             | Pat McGeegan                           | Chance of a Lifetime            | Engelska | 4                  | 18                 | Inga semifinaler   | Inga semifinaler   |
| 1969             | Muriel Day                             | The Wages of Love               | Engelska | 7                  | 10                 | Inga semifinaler   | Inga semifinaler   |
| 1970             | Dana                                   | All Kinds of Everything         | Engelska | 1                  | 32                 | Inga semifinaler   | Inga semifinaler   |
| 1971             | Angela Farrell                         | One Day Love                    | Engelska | 11                 | 79                 | Inga semifinaler   | Inga semifinaler   |
| 1972             | Sandie Jones                           | Ceol An Ghrá                    | Iriska   | 15                 | 72                 | Inga semifinaler   | Inga semifinaler   |
| 1973             | Maxi                                   | Do I Dream                      | Engelska | 10                 | 80                 | Inga semifinaler   | Inga semifinaler   |
| 1974             | Tina Reynolds                          | Cross Your Heart                | Engelska | 7                  | 11                 | Inga semifinaler   | Inga semifinaler   |
| 1975             | The Swarbriggs                         | That's What Friends Are For     | Engelska | 9                  | 68                 | Inga semifinaler   | Inga semifinaler   |
| 1976             | Red Vincent Hurley                     | When                            | Engelska | 10                 | 54                 | Inga semifinaler   | Inga semifinaler   |
| 1977             | The Swarbriggs Plus Two                | It's Nice to Be in Love Again   | Engelska | 3                  | 119                | Inga semifinaler   | Inga semifinaler   |
| 1978             | Colm T. Wilkinson                      | Born to Sing                    | Engelska | 5                  | 86                 | Inga semifinaler   | Inga semifinaler   |
| 1979             | Cathal Dunne                           | Happy Man                       | Engelska | 5                  | 80                 | Inga semifinaler   | Inga semifinaler   |
| 1980             | Johnny Logan                           | What's Another Year?            | Engelska | 1                  | 143                | Inga semifinaler   | Inga semifinaler   |
| 1981             | Sheeba                                 | Horoscopes                      | Engelska | 5                  | 105                | Inga semifinaler   | Inga semifinaler   |
| 1982             | The Duskeys                            | Here Today, Gone Tomorrow       | Engelska | 11                 | 49                 | Inga semifinaler   | Inga semifinaler   |
| Deltog inte 1983 |                                        |                                 |          |                    |                    |                    |                    |
| 1984             | Linda Martin                           | Terminal 3                      | Engelska | 2                  | 137                | Inga semifinaler   | Inga semifinaler   |
| 1985             | Maria Christian                        | Wait Until the Weekend Comes    | Engelska | 6                  | 91                 | Inga semifinaler   | Inga semifinaler   |
| 1986             | Luv Bug                                | You Can Count On Me             | Engelska | 4                  | 96                 | Inga semifinaler   | Inga semifinaler   |
| 1987             | Johnny Logan                           | Hold Me Now                     | Engelska | 1                  | 172                | Inga semifinaler   | Inga semifinaler   |
| 1988             | Jump the Gun                           | Take Him Home                   | Engelska | 8                  | 79                 | Inga semifinaler   | Inga semifinaler   |
| 1989             | Kiev Connolly & The Missing Passengers | The Real Me                     | Engelska | 18                 | 21                 | Inga semifinaler   | Inga semifinaler   |
| 1990             | Liam Reilly                            | Somewhere in Europe             | Engelska | 2                  | 132                | Inga semifinaler   | Inga semifinaler   |
| 1991             | Kim Jackson                            | Could it be that I'm in Love    | Engelska | 10                 | 47                 | Inga semifinaler   | Inga semifinaler   |
| 1992             | Linda Martin                           | Why Me?                         | Engelska | 1                  | 155                | Inga semifinaler   | Inga semifinaler   |
| 1993             | Niamh Kavanagh                         | In Your Eyes                    | Engelska | 1                  | 187                | Inga semifinaler   | Inga semifinaler   |
| 1994             | Paul Harrington & Charlie McGettigan   | Rock 'n' Roll Kids              | Engelska | 1                  | 226                | Inga semifinaler   | Inga semifinaler   |
| 1995             | Eddie Friel                            | Dreamin'                        | Engelska | 14                 | 44                 | Inga semifinaler   | Inga semifinaler   |
| 1996             | Eimear Quinn                           | The Voice                       | Engelska | 1                  | 162                | 2                  | 198                |
| 1997             | Marc Roberts                           | Mysterious Woman                | Engelska | 2                  | 157                | Inga semifinaler   | Inga semifinaler   |
| 1998             | Dawn Martin                            | Is Always Over Now?             | Engelska | 9                  | 64                 | Inga semifinaler   | Inga semifinaler   |
| 1999             | The Mullans                            | When You Need Me                | Engelska | 17                 | 18                 | Inga semifinaler   | Inga semifinaler   |
| 2000             | Eamonn Toal                            | Millennium of Love              | Engelska | 6                  | 92                 | Inga semifinaler   | Inga semifinaler   |
| 2001             | Gary O'Shaughnessy                     | Without Your Love               | Engelska | 21                 | 6                  | Inga semifinaler   | Inga semifinaler   |
| Deltog inte 2002 |                                        |                                 |          |                    |                    |                    |                    |
| 2003             | Mickey Harte                           | We've Got the World             | Engelska | 11                 | 53                 | Inga semifinaler   | Inga semifinaler   |
| 2004             | Chris Doran                            | If My World Stopped Turning     | Engelska | 23                 | 7                  | Direktkvalificerad | Direktkvalificerad |
| 2005             | Donna & Joe                            | Love?                           | Engelska | Kvalificerade inte | Kvalificerade inte | 14                 | 51                 |
| 2006             | Brian Kennedy                          | Every Song Is a Cry for Love    | Engelska | 10                 | 93                 | 9                  | 76                 |
| 2007             | Dervish                                | They Can't Stop the Spring      | Engelska | 24                 | 5                  | Direktkvalificerad | Direktkvalificerad |
| 2008             | Dustin the Turkey                      | Irelande Douze Pointe           | Engelska | Kvalificerade inte | Kvalificerade inte | 15                 | 22                 |
| 2009             | Sinéad Mulvey & Black Daisy            | Et cetera                       | Engelska | Kvalificerade inte | Kvalificerade inte | 11                 | 52                 |
| 2010             | Niamh Kavanagh                         | It's for You                    | Engelska | 23                 | 25                 | 9                  | 67                 |
| 2011             | Jedward                                | Lipstick                        | Engelska | 8                  | 119                | 8                  | 68                 |
| 2012             | Jedward                                | Waterline                       | Engelska | 19                 | 46                 | 6                  | 92                 |
| 2013             | Ryan Dolan                             | Only Love Survives              | Engelska | 26                 | 5                  | 8                  | 54                 |
| 2014             | Can-Linn feat. Kasey Smith             | Heartbeat                       | Engelska | Kvalificerade inte | Kvalificerade inte | 12                 | 35                 |
| 2015             | Molly Sterling                         | Playing with Numbers            | Engelska | Kvalificerade inte | Kvalificerade inte | 12                 | 35                 |
| 2016             | Nicky Byrne                            | Sunlight                        | Engelska | Kvalificerade inte | Kvalificerade inte | 15                 | 46                 |
| 2017             | Brendan Murray                         | Dying To Try                    | Engelska | Kvalificerade inte | Kvalificerade inte | 13                 | 86                 |
| 2018             | Ryan O'Shaughnessy                     | Together                        | Engelska | 16                 | 136                | 6                  | 179                |
| 2019             | Sarah McTernan                         | 22                              | Engelska | Kvalificerade inte | Kvalificerade inte | 18                 | 16                 |
| 2020             | Lesley Roy                             | Story of My Life                | Engelska | Tävlingen inställd | Tävlingen inställd | Tävlingen inställd | Tävlingen inställd |
| 2021             | Lesley Roy                             | Maps                            | Engelska | Kvalificerade inte | Kvalificerade inte | 16                 | 20                 |
| 2022             | Brooke                                 | That's Rich                     | Engelska | Kvalificerade inte | Kvalificerade inte | 15                 | 47                 |
| 2023             | Wild Youth                             | We Are One                      | Engelska | Kvalificerade inte | Kvalificerade inte | 12                 | 10                 |
| 2024             | Bambie Thug                            | Doomsday Blue                   | Engelska | 6                  | 278                | 3                  | 124                |
| 2025             | Emmy                                   | Laika Party                     | Engelska | Kvalificerade inte | Kvalificerade inte | 13                 | 28                 |

## Röstningshistorik (1965–2017)
Källa: Eurovision Song Contest Database

### Irland hargivitmest poäng till...
| Endast finaler | Endast finaler | Endast finaler |
| Nr             | Land           | Poäng          |
| -------------- | -------------- | -------------- |
| 1              | Storbritannien | 239            |
| 2              | Sverige        | 181            |
| 3              | Frankrike      | 151            |
| 4              | Tyskland       | 150            |
| 5              | Norge          | 146            |

| Finaler och semifinaler | Finaler och semifinaler | Finaler och semifinaler |
| Nr                      | Land                    | Poäng                   |
| ----------------------- | ----------------------- | ----------------------- |
| 1                       | Storbritannien          | 239                     |
| 2                       | Sverige                 | 212                     |
| 3                       | Norge                   | 193                     |
| 4                       | Danmark                 | 188                     |
| 5                       | Nederländerna           | 164                     |

### Irland harmottagitflest poäng från...
| Endast finaler | Endast finaler | Endast finaler |
| Nr             | Land           | Poäng          |
| -------------- | -------------- | -------------- |
| 1              | Storbritannien | 240            |
| 2              | Sverige        | 223            |
| 3              | Schweiz        | 176            |
| 4              | Norge          | 169            |
| 5              | Österrike      | 164            |

| Finaler och semifinaler | Finaler och semifinaler | Finaler och semifinaler |
| Nr                      | Land                    | Poäng                   |
| ----------------------- | ----------------------- | ----------------------- |
| 1                       | Storbritannien          | 298                     |
| 2                       | Sverige                 | 240                     |
| 3                       | Norge                   | 196                     |
| 4                       | Schweiz                 | 195                     |
| 5                       | Österrike               | 189                     |